# Зімін Євген Ігорович
Євге́н І́горович Зі́мін (нар. 29 грудня 1960, місто Київ) — український політик. Народний депутат України.

## Біографія
Здобув вищу освіту, працював в сфері ІТ-технологій. Як наслідок, став генеральним директором ЗАТ «Пріоком» — ІТ-компанії, що займається розробками програмного забезпечення. Найгучнішим досягненням фірми стала участь в розробці програмного забезпечення для передачі даних для Центрвиборчкому.
Закінчив Київський політехнічний інститут (1984), спеціальність «Прикладна математика».
- 1978–1987 — студент, стажист-дослідник, інженер Київського політехнічного інституту.
- 1987–1989 — служба в Збройних Силах.
- 1989–1991 — старший науковий співробітник, завідувач лабораторії Науково-дослідного інституту автоматизованих систем планування та управління в будівництві, м. Київ.
- 1991–1994 — заступник керівника, керівник інформаційного відділу Київської універсальної біржі.
- 1994–2000 — технічний директор ТОВ «Софт-Тронік», м. Київ.
- 2000–2006 — технічний директор, генеральний директор ЗАТ «Пріоком», м. Київ.

## Парламентська діяльність
Вважається найбільш сумлінним депутатом, який відвідує більшість сесій Верховної Ради України

### 5 скликання Верховної Ради
Народний депутат України 5-го скликання з 25 травня 2006 до 12 червня 2007 від «Блоку Юлії Тимошенко», № 121 в списку. На час виборів: генеральний директор ЗАТ «Пріокон» (місто Київ). Бувши безпартійним висувався пройшов до списку депутатів за квотою Української соціал-демократичної партії.
- Член фракції «Блок Юлії Тимошенко» (з 25 травня 2006)
- Голова підкомітету з питань телекомунікацій та поштового зв'язку Комітету з питань транспорту і зв'язку (з 19 липня 2006).
- Член групи з міжпарламентських зв'язків з Великою Британією
- Член групи з міжпарламентських зв'язків з Швейцарською Конфедерацією
- 12 червня 2007 року достроково припинив свої повноваження під час масового складення мандатів депутатами-опозиціонерами з метою проведення позачергових виборів до Верховної Ради України.

### 6 скликання Верховної Ради
Народний депутат України 6-го скликання з 23 листопада 2007 від «Блоку Юлії Тимошенко», № 123 в списку. На час виборів: тимчасово не працював, безпартійний.
- Член фракції «Блок Юлії Тимошенко» (з 23 листопада 2007).
- Член Комітету з питань транспорту і зв'язку (з 26 грудня 2007).
- Член Постійної делегації у Міжпарламентській Асамблеї держав — учасниць Співдружності Незалежних Держав
- Член групи з міжпарламентських зв'язків з Австрійською Республікою

Законотворча діяльність:
- Голосування депутата: Голосує, здебільшого в унісон з членами Блоку Тимошенко[недоступне посилання з квітня 2019]
- Реєстрація депутата за допомогою електронної системи: сумлінний депутат, лише з березня 2011 року, але не бере участі в голосуваннях, солідаризуючись з позицією Фракції[недоступне посилання з квітня 2019]
- Письмова реєстрація депутата: хоча реєструється в залі, але не бере участі в голосуваннях, солідаризуючись з позицією Фракції[недоступне посилання з квітня 2019]
- Посади: з 26 грудня 2007 в Комітеті з питань транспорту і зв'язку[недоступне посилання з квітня 2019]
- Хронологія виступів депутата: виступає доволі рідко[недоступне посилання з квітня 2019]
- Депутатські запити: не реєстрував[недоступне посилання з квітня 2019]
- Законотворча діяльність: не реєстрував законопроєктів